# The Last Temptation (álbum de Alice Cooper)
The Last Temptation —en español: La última tentación— es un álbum conceptual del cantante de rock Alice Cooper, puesto a la venta en 1994.

## Lista de canciones
1. "Sideshow" (Alice Cooper, Brian Smith, Michael Brooks, Jon Norwood, Dan Wexler, Bud Saylor) – 6:39
2. "Nothing's Free" (Cooper, Wexler, Saylor) – 5:01
3. "Lost in America" (Cooper, Wexler, Saylor) – 3:54
4. "Bad Place Alone" (Cooper, Wexler, Saylor) – 5:04
5. "You're My Temptation" (Cooper, Jack Blades, Tommy Shaw) – 5:09
6. "Stolen Prayer" (Chris Cornell, Cooper) – 5:37
7. "Unholy War" (Cornell) – 4:10
8. "Lullaby" (Cooper, Jim Vallance) – 4:28
9. "It's Me" (Cooper, Blades, Shaw) – 4:39
10. "Cleansed By Fire" (Cooper, Mark Hudson, Steve Dudas, Saylor) – 6:12

## Personal
- Alice Cooper - Voz
- Stef Burns - Guitarra, coros
- Greg Smith - Bajo, coros
- Derek Sherinian - Teclados, coros
- David Uosikkinen - Batería

### Personal adicional
- Chris Cornell -Voz en "Stolen Prayer" y "Unholy War"
- Don Wexler - Guitarra en "Lost In America"
- John Purdell - Teclados en "You're My Temptation", "Lullaby" e "It's Me"
- Lou Merlino - Coros
- Mark Hudson - Coros
- Craig Copeland - Coros
- Brett Hudson - Coros